# Collegio elettorale di Catania (Regno d'Italia)
Il collegio elettorale di Catania è stato un collegio elettorale uninominale e di lista del Regno d'Italia per l'elezione della Camera dei deputati.

## Storia
Il collegio uninominale venne istituito, insieme ad altri 442, tramite regio decreto 17 dicembre 1860, n. 4513.
Successivamente divenne collegio plurinominale tramite regio decreto 24 settembre 1882, n. 999, in seguito alla riforma che stabilì complessivamente 135 collegi elettorali.
Tornò poi ad essere un collegio uninominale tramite regio decreto 14 giugno 1891, n. 280, in seguito alla riforma che stabilì complessivamente 508 collegi elettorali.
In seguito divenne un collegio con scrutinio di lista con sistema proporzionale tramite regio decreto 10 settembre 1919, n. 1576, in seguito alla riforma che definì 54 collegi elettorali.
Il numero di collegi fu ridotto tramite regio decreto 2 aprile 1921, n. 320, in seguito alla riforma che definì 40 collegi elettorali.
Fu soppresso definitivamente con l'istituzione del collegio unico nazionale tramite regio decreto del 13 dicembre 1923, n. 2694.
| Legislature           | VIII | IX   | X    | XI   | XII  | XIII | XIV  | XV   | XVI  | XVII | XVIII | XIX  | XX   | XXI  | XXII | XXIII | XXIV | XXV  | XXVI | XXVII | XXVIII | XXIX | XXX  |
| --------------------- | ---- | ---- | ---- | ---- | ---- | ---- | ---- | ---- | ---- | ---- | ----- | ---- | ---- | ---- | ---- | ----- | ---- | ---- | ---- | ----- | ------ | ---- | ---- |
| Elezioni              | 1861 | 1865 | 1867 | 1870 | 1874 | 1876 | 1880 | 1882 | 1886 | 1890 | 1892  | 1895 | 1897 | 1900 | 1904 | 1909  | 1913 | 1919 | 1921 | 1924  | 1929   | 1934 | 1939 |
| Deputati nel collegio | 1    | 1    | 1    | 1    | 1    | 1    | 1    | 3    | 3    | 3    | 1     | 1    | 1    | 1    | 1    | 1     | 1    | 10   | 24   |       |        |      |      |
|                       |      |      |      |      |      |      |      |      |      |      |       |      |      |      |      |       |      |      |      |       |        |      |      |
| Totale eletti         | 443  | 493  | 493  | 508  | 508  | 508  | 508  | 508  | 508  | 508  | 508   | 508  | 508  | 508  | 508  | 508   | 508  | 508  | 535  | 535   | 400    | 400  |      |
| Numero collegi        | 443  | 493  | 493  | 508  | 508  | 508  | 508  | 135  | 135  | 135  | 508   | 508  | 508  | 508  | 508  | 508   | 508  | 54   | 40   | 15    | 1      | 1    |      |

## Territorio
Nel 1919 Catania divenne capoluogo del collegio comprendente l'intera provincia; nel 1921 il collegio inglobò anche le province di Messina e di Siracusa.

## Eletti
| Elezione                  | Elezione                   | Deputato                         | Partito          |
| ------------------------- | -------------------------- | -------------------------------- | ---------------- |
|                           | 1861                       | Salvatore Marchese               | -                |
| 1862                      | Gabriello Carnazza Puglisi | -                                |                  |
|                           | marzo 1863                 | Sebastiano Carnazza              | Sinistra storica |
| maggio 1863               |                            | Sebastiano Carnazza              | Sinistra storica |
| 1865                      | Mario Rizzari              |                                  | Sinistra storica |
| 1867                      | Mario Rizzari              |                                  | Sinistra storica |
| 1870                      | Sebastiano Carnazza        |                                  | Sinistra storica |
| 1874                      | Camillo Longo              |                                  | Sinistra storica |
| 1876                      | Camillo Longo              |                                  | Sinistra storica |
|                           | 1879                       | Domenico Bonaccorsi di Casalotto | Destra storica   |
| 1880                      |                            | Domenico Bonaccorsi di Casalotto | Destra storica   |
| (1882–1892) Plurinominale |                            |                                  |                  |
|                           | 1892                       | Antonino di San Giuliano         | Sinistra storica |
| 1895                      |                            | Antonino di San Giuliano         | Sinistra storica |
| 1897                      |                            | Antonino di San Giuliano         | Sinistra storica |
| 1900                      |                            | Antonino di San Giuliano         | Sinistra storica |
|                           | 1904                       | Giovanni Auteri Berretta         | Repubblicano     |
| 1905                      |                            | Giovanni Auteri Berretta         | Repubblicano     |
|                           | 1906                       | Gabriello Carnazza               | Sinistra storica |
|                           | 1909                       | Giovanni Auteri Berretta         | Repubblicano     |
| 1913                      |                            | Giovanni Auteri Berretta         | Repubblicano     |
| (1919–1923) Plurinominale |                            |                                  |                  |

## Dati elettorali
Nel collegio si svolsero elezioni per diciannove legislature.

### VIII legislatura
Le votazioni si svolsero in 443 collegi uninominali a doppio turno. Come previsto dalla legge elettorale del 17 dicembre 1860, era eletto al primo turno il candidato che «riunisce in suo favore più del terzo dei voti del total numero dei membri componenti il collegio e più della metà dei suffragi dati dai votanti presenti all'adunanza» (art. 91). Se nessun candidato era eletto, al ballottaggio tra i due candidati con più voti era eletto chi otteneva il maggior numero di voti (art. 92) o, in caso di ugual numero di voti, il maggiore d'età (art. 93).
| Partito                            | Partito                            | Candidato                          | Primo turno 27 gennaio 1861 | Primo turno 27 gennaio 1861 | Ballottaggio 3 febbraio 1861 | Ballottaggio 3 febbraio 1861 |
| Partito                            | Partito                            | Candidato                          | Voti                        | %                           | Voti                         | %                            |
| ---------------------------------- | ---------------------------------- | ---------------------------------- | --------------------------- | --------------------------- | ---------------------------- | ---------------------------- |
|                                    | —                                  | Salvatore Marchese                 | 419                         | 56,24                       | 529                          | 57,56                        |
|                                    | —                                  | Gabriele Carnazza                  | 326                         | 43,76                       | 390                          | 42,44                        |
|                                    |                                    |                                    |                             |                             |                              |                              |
| Iscritti                           | Iscritti                           | Iscritti                           | 1 314                       | 100,00                      | 1 314                        | 100,00                       |
| ↳ Votanti (% su iscritti)          | ↳ Votanti (% su iscritti)          | ↳ Votanti (% su iscritti)          | 815                         | 62,02                       | 924                          | 70,32                        |
| ↳ Voti validi (% su votanti)       | ↳ Voti validi (% su votanti)       | ↳ Voti validi (% su votanti)       | 745                         | 91,41                       | 919                          | 99,46                        |
| ↳ Schede non valide (% su votanti) | ↳ Schede non valide (% su votanti) | ↳ Schede non valide (% su votanti) | 70                          | 8,59                        | 5                            | 0,54                         |
| ↳ Astenuti (% su iscritti)         | ↳ Astenuti (% su iscritti)         | ↳ Astenuti (% su iscritti)         | 499                         | 37,98                       | 390                          | 29,68                        |

Il collegio fu riconvocato a seguito delle dimissioni del deputato il 19 novembre 1862.
| Partito                            | Partito                            | Candidato                          | Primo turno 14 dicembre 1862 | Primo turno 14 dicembre 1862 | Ballottaggio 21 dicembre 1862 | Ballottaggio 21 dicembre 1862 |
| Partito                            | Partito                            | Candidato                          | Voti                         | %                            | Voti                          | %                             |
| ---------------------------------- | ---------------------------------- | ---------------------------------- | ---------------------------- | ---------------------------- | ----------------------------- | ----------------------------- |
|                                    | —                                  | Gabriele Carnazza                  | 425                          | 61,42                        | 510                           | 70,83                         |
|                                    | —                                  | Filadelfo Faro                     | 267                          | 38,58                        | 210                           | 29,17                         |
|                                    |                                    |                                    |                              |                              |                               |                               |
| Iscritti                           | Iscritti                           | Iscritti                           | 1 315                        | 100,00                       | 1 315                         | 100,00                        |
| ↳ Votanti (% su iscritti)          | ↳ Votanti (% su iscritti)          | ↳ Votanti (% su iscritti)          | 696                          | 52,93                        | 720                           | 54,75                         |
| ↳ Voti validi (% su votanti)       | ↳ Voti validi (% su votanti)       | ↳ Voti validi (% su votanti)       | 692                          | 99,43                        | 720                           | 100,00                        |
| ↳ Schede non valide (% su votanti) | ↳ Schede non valide (% su votanti) | ↳ Schede non valide (% su votanti) | 4                            | 0,57                         | 0                             | 0,00                          |
| ↳ Astenuti (% su iscritti)         | ↳ Astenuti (% su iscritti)         | ↳ Astenuti (% su iscritti)         | 619                          | 47,07                        | 595                           | 45,25                         |

L'elezione fu annullata il 4 febbraio 1863 per essere completa la categoria dei deputati professori.
| Partito                            | Partito                            | Candidato                          | Primo turno 1 marzo 1863 | Primo turno 1 marzo 1863 | Ballottaggio 8 marzo 1863 | Ballottaggio 8 marzo 1863 |
| Partito                            | Partito                            | Candidato                          | Voti                     | %                        | Voti                      | %                         |
| ---------------------------------- | ---------------------------------- | ---------------------------------- | ------------------------ | ------------------------ | ------------------------- | ------------------------- |
|                                    | —                                  | Sebastiano Carnazza                | 328                      | 57,14                    | 476                       | 55,93                     |
|                                    | —                                  | Filadelfo Faro                     | 246                      | 42,86                    | 375                       | 44,07                     |
|                                    |                                    |                                    |                          |                          |                           |                           |
| Iscritti                           | Iscritti                           | Iscritti                           | 1 299                    | 100,00                   | 1 299                     | 100,00                    |
| ↳ Votanti (% su iscritti)          | ↳ Votanti (% su iscritti)          | ↳ Votanti (% su iscritti)          | 620                      | 47,73                    | 856                       | 65,90                     |
| ↳ Voti validi (% su votanti)       | ↳ Voti validi (% su votanti)       | ↳ Voti validi (% su votanti)       | 574                      | 92,58                    | 851                       | 99,42                     |
| ↳ Schede non valide (% su votanti) | ↳ Schede non valide (% su votanti) | ↳ Schede non valide (% su votanti) | 46                       | 7,42                     | 5                         | 0,58                      |
| ↳ Astenuti (% su iscritti)         | ↳ Astenuti (% su iscritti)         | ↳ Astenuti (% su iscritti)         | 679                      | 52,27                    | 443                       | 34,10                     |

L'elezione fu annullata il 28 marzo 1863 per essere stato eletto a presidente definitivo di una sezione e ammesso a votare un elettore iscritto in altra sezione.
| Partito                            | Partito                            | Candidato                          | Primo turno 26 aprile 1863 | Primo turno 26 aprile 1863 | Ballottaggio 3 maggio 1863 | Ballottaggio 3 maggio 1863 |
| Partito                            | Partito                            | Candidato                          | Voti                       | %                          | Voti                       | %                          |
| ---------------------------------- | ---------------------------------- | ---------------------------------- | -------------------------- | -------------------------- | -------------------------- | -------------------------- |
|                                    | —                                  | Sebastiano Carnazza                | 392                        | 97,03                      | 344                        | 98,29                      |
|                                    | —                                  | Filadelfo Faro                     | 12                         | 2,97                       | 6                          | 1,71                       |
|                                    |                                    |                                    |                            |                            |                            |                            |
| Iscritti                           | Iscritti                           | Iscritti                           | 1 315                      | 100,00                     | 1 315                      | 100,00                     |
| ↳ Votanti (% su iscritti)          | ↳ Votanti (% su iscritti)          | ↳ Votanti (% su iscritti)          | 417                        | 31,71                      | 350                        | 26,62                      |
| ↳ Voti validi (% su votanti)       | ↳ Voti validi (% su votanti)       | ↳ Voti validi (% su votanti)       | 404                        | 96,88                      | 350                        | 100,00                     |
| ↳ Schede non valide (% su votanti) | ↳ Schede non valide (% su votanti) | ↳ Schede non valide (% su votanti) | 13                         | 3,12                       | 0                          | 0,00                       |
| ↳ Astenuti (% su iscritti)         | ↳ Astenuti (% su iscritti)         | ↳ Astenuti (% su iscritti)         | 898                        | 68,29                      | 965                        | 73,38                      |

### IX legislatura
Le votazioni si svolsero in 493 collegi uninominali a doppio turno con la stessa normativa precedente (al primo turno un numero di voti maggiore di un terzo degli iscritti al voto).
| Partito                            | Partito                            | Candidato                          | Primo turno 22 ottobre 1865 | Primo turno 22 ottobre 1865 | Ballottaggio 29 ottobre 1865 | Ballottaggio 29 ottobre 1865 |
| Partito                            | Partito                            | Candidato                          | Voti                        | %                           | Voti                         | %                            |
| ---------------------------------- | ---------------------------------- | ---------------------------------- | --------------------------- | --------------------------- | ---------------------------- | ---------------------------- |
|                                    | —                                  | Mario Rizzari                      | 434                         | 53,98                       | 493                          | 53,12                        |
|                                    | —                                  | Sebastiano Carnazza                | 232                         | 28,86                       | 435                          | 46,88                        |
|                                    | —                                  | Francesco Grimaldi-Serravalle      | 138                         | 17,16                       |                              |                              |
|                                    |                                    |                                    |                             |                             |                              |                              |
| Iscritti                           | Iscritti                           | Iscritti                           | 1 532                       | 100,00                      | 1 532                        | 100,00                       |
| ↳ Votanti (% su iscritti)          | ↳ Votanti (% su iscritti)          | ↳ Votanti (% su iscritti)          | 822                         | 53,66                       | 937                          | 61,16                        |
| ↳ Voti validi (% su votanti)       | ↳ Voti validi (% su votanti)       | ↳ Voti validi (% su votanti)       | 804                         | 97,81                       | 928                          | 99,04                        |
| ↳ Schede non valide (% su votanti) | ↳ Schede non valide (% su votanti) | ↳ Schede non valide (% su votanti) | 18                          | 2,19                        | 9                            | 0,96                         |
| ↳ Astenuti (% su iscritti)         | ↳ Astenuti (% su iscritti)         | ↳ Astenuti (% su iscritti)         | 710                         | 46,34                       | 595                          | 38,84                        |

### X legislatura
Le votazioni si svolsero in 493 collegi uninominali a doppio turno con la stessa normativa precedente (al primo turno un numero di voti maggiore di un terzo degli iscritti al voto).
| Partito                            | Partito                            | Candidato                          | Primo turno 10 marzo 1867 | Primo turno 10 marzo 1867 | Ballottaggio 17 marzo 1867 | Ballottaggio 17 marzo 1867 |
| Partito                            | Partito                            | Candidato                          | Voti                      | %                         | Voti                       | %                          |
| ---------------------------------- | ---------------------------------- | ---------------------------------- | ------------------------- | ------------------------- | -------------------------- | -------------------------- |
|                                    | —                                  | Mario Rizzari                      | 454                       | 59,82                     | 539                        | 51,78                      |
|                                    | —                                  | Sebastiano Carnazza                | 305                       | 40,18                     | 502                        | 48,22                      |
|                                    |                                    |                                    |                           |                           |                            |                            |
| Iscritti                           | Iscritti                           | Iscritti                           | 1 484                     | 100,00                    | 1 484                      | 100,00                     |
| ↳ Votanti (% su iscritti)          | ↳ Votanti (% su iscritti)          | ↳ Votanti (% su iscritti)          | 846                       | 57,01                     | 1 054                      | 71,02                      |
| ↳ Voti validi (% su votanti)       | ↳ Voti validi (% su votanti)       | ↳ Voti validi (% su votanti)       | 759                       | 89,72                     | 1 041                      | 98,77                      |
| ↳ Schede non valide (% su votanti) | ↳ Schede non valide (% su votanti) | ↳ Schede non valide (% su votanti) | 87                        | 10,28                     | 13                         | 1,23                       |
| ↳ Astenuti (% su iscritti)         | ↳ Astenuti (% su iscritti)         | ↳ Astenuti (% su iscritti)         | 638                       | 42,99                     | 430                        | 28,98                      |

### XI legislatura
Le votazioni si svolsero in 508 collegi uninominali a doppio turno con la normativa del 1860 (al primo turno un numero di voti maggiore di un terzo degli iscritti al voto).
| Partito                            | Partito                            | Candidato                          | Primo turno 20 novembre 1870 | Primo turno 20 novembre 1870 | Ballottaggio 27 novembre 1870 | Ballottaggio 27 novembre 1870 |
| Partito                            | Partito                            | Candidato                          | Voti                         | %                            | Voti                          | %                             |
| ---------------------------------- | ---------------------------------- | ---------------------------------- | ---------------------------- | ---------------------------- | ----------------------------- | ----------------------------- |
|                                    | —                                  | Sebastiano Carnazza                | 163                          | 29,37                        | 383                           | 51,34                         |
|                                    | —                                  | Mario Rizzari                      | 203                          | 36,58                        | 363                           | 48,66                         |
|                                    | —                                  | Giuseppe Carnazza Puglisi          | 103                          | 18,56                        |                               |                               |
|                                    | —                                  | Luigi Gravina                      | 86                           | 15,50                        |                               |                               |
|                                    |                                    |                                    |                              |                              |                               |                               |
| Iscritti                           | Iscritti                           | Iscritti                           | 1 389                        | 100,00                       | 1 389                         | 100,00                        |
| ↳ Votanti (% su iscritti)          | ↳ Votanti (% su iscritti)          | ↳ Votanti (% su iscritti)          | 579                          | 41,68                        | 764                           | 55,00                         |
| ↳ Voti validi (% su votanti)       | ↳ Voti validi (% su votanti)       | ↳ Voti validi (% su votanti)       | 555                          | 95,85                        | 746                           | 97,64                         |
| ↳ Schede non valide (% su votanti) | ↳ Schede non valide (% su votanti) | ↳ Schede non valide (% su votanti) | 24                           | 4,15                         | 18                            | 2,36                          |
| ↳ Astenuti (% su iscritti)         | ↳ Astenuti (% su iscritti)         | ↳ Astenuti (% su iscritti)         | 810                          | 58,32                        | 625                           | 45,00                         |

### XII legislatura
Le votazioni si svolsero in 508 collegi uninominali a doppio turno con la normativa del 1860 (al primo turno un numero di voti maggiore di un terzo degli iscritti al voto).
| Partito                            | Partito                            | Candidato                          | Primo turno 8 novembre 1874 | Primo turno 8 novembre 1874 | Ballottaggio 15 novembre 1874 | Ballottaggio 15 novembre 1874 |
| Partito                            | Partito                            | Candidato                          | Voti                        | %                           | Voti                          | %                             |
| ---------------------------------- | ---------------------------------- | ---------------------------------- | --------------------------- | --------------------------- | ----------------------------- | ----------------------------- |
|                                    | —                                  | Camillo Longo                      | 313                         | 36,78                       | 528                           | 54,94                         |
|                                    | —                                  | Pietro Fiorentino                  | 223                         | 26,20                       | 433                           | 45,06                         |
|                                    | —                                  | Giuseppe Carnazza Puglisi          | 222                         | 26,09                       |                               |                               |
|                                    | —                                  | Mario Rizzari                      | 93                          | 10,93                       |                               |                               |
|                                    |                                    |                                    |                             |                             |                               |                               |
| Iscritti                           | Iscritti                           | Iscritti                           | 1 528                       | 100,00                      | 1 528                         | 100,00                        |
| ↳ Votanti (% su iscritti)          | ↳ Votanti (% su iscritti)          | ↳ Votanti (% su iscritti)          | 878                         | 57,46                       | 972                           | 63,61                         |
| ↳ Voti validi (% su votanti)       | ↳ Voti validi (% su votanti)       | ↳ Voti validi (% su votanti)       | 851                         | 96,92                       | 961                           | 98,87                         |
| ↳ Schede non valide (% su votanti) | ↳ Schede non valide (% su votanti) | ↳ Schede non valide (% su votanti) | 27                          | 3,08                        | 11                            | 1,13                          |
| ↳ Astenuti (% su iscritti)         | ↳ Astenuti (% su iscritti)         | ↳ Astenuti (% su iscritti)         | 650                         | 42,54                       | 556                           | 36,39                         |

### XIII legislatura
Le votazioni si svolsero in 508 collegi uninominali a doppio turno con la normativa del 1860 (al primo turno un numero di voti maggiore di un terzo degli iscritti al voto).
| Partito                            | Partito                            | Candidato                          | Risultati 5 novembre 1876 | Risultati 5 novembre 1876 |
| Partito                            | Partito                            | Candidato                          | Voti                      | %                         |
| ---------------------------------- | ---------------------------------- | ---------------------------------- | ------------------------- | ------------------------- |
|                                    | —                                  | Camillo Longo                      | 651                       | 97,02                     |
|                                    | —                                  | Giuseppe Carnazza Amari            | 20                        | 2,98                      |
|                                    |                                    |                                    |                           |                           |
| Iscritti                           | Iscritti                           | Iscritti                           | 1 888                     | 100,00                    |
| ↳ Votanti (% su iscritti)          | ↳ Votanti (% su iscritti)          | ↳ Votanti (% su iscritti)          | 696                       | 36,86                     |
| ↳ Voti validi (% su votanti)       | ↳ Voti validi (% su votanti)       | ↳ Voti validi (% su votanti)       | 671                       | 96,41                     |
| ↳ Schede non valide (% su votanti) | ↳ Schede non valide (% su votanti) | ↳ Schede non valide (% su votanti) | 25                        | 3,59                      |
| ↳ Astenuti (% su iscritti)         | ↳ Astenuti (% su iscritti)         | ↳ Astenuti (% su iscritti)         | 1 192                     | 63,14                     |

Il collegio fu riconvocato in seguito alla morte del deputato il 12 aprile 1879.
| Partito                            | Partito                            | Candidato                          | Risultati 28 settembre 1879 | Risultati 28 settembre 1879 |
| Partito                            | Partito                            | Candidato                          | Voti                        | %                           |
| ---------------------------------- | ---------------------------------- | ---------------------------------- | --------------------------- | --------------------------- |
|                                    | —                                  | Domenico Bonaccorsi di Casalotto   | 736                         | 99,73                       |
|                                    | —                                  | Pietro Fiorentino                  | 2                           | 0,27                        |
|                                    |                                    |                                    |                             |                             |
| Iscritti                           | Iscritti                           | Iscritti                           | 1 959                       | 100,00                      |
| ↳ Votanti (% su iscritti)          | ↳ Votanti (% su iscritti)          | ↳ Votanti (% su iscritti)          | 747                         | 38,13                       |
| ↳ Voti validi (% su votanti)       | ↳ Voti validi (% su votanti)       | ↳ Voti validi (% su votanti)       | 738                         | 98,80                       |
| ↳ Schede non valide (% su votanti) | ↳ Schede non valide (% su votanti) | ↳ Schede non valide (% su votanti) | 9                           | 1,20                        |
| ↳ Astenuti (% su iscritti)         | ↳ Astenuti (% su iscritti)         | ↳ Astenuti (% su iscritti)         | 1 212                       | 61,87                       |

### XIV legislatura
Le votazioni si svolsero in 508 collegi uninominali a doppio turno con la normativa del 1860 (al primo turno un numero di voti maggiore di un terzo degli iscritti al voto).
| Partito                            | Partito                            | Candidato                          | Risultati 16 maggio 1880 | Risultati 16 maggio 1880 |
| Partito                            | Partito                            | Candidato                          | Voti                     | %                        |
| ---------------------------------- | ---------------------------------- | ---------------------------------- | ------------------------ | ------------------------ |
|                                    | —                                  | Domenico Bonaccorsi di Casalotto   | 642                      | 63,13                    |
|                                    | —                                  | Giuseppe Carnazza Puglisi          | 313                      | 30,78                    |
|                                    | —                                  | Pietro Fiorentino                  | 62                       | 6,10                     |
|                                    |                                    |                                    |                          |                          |
| Iscritti                           | Iscritti                           | Iscritti                           | 1 925                    | 100,00                   |
| ↳ Votanti (% su iscritti)          | ↳ Votanti (% su iscritti)          | ↳ Votanti (% su iscritti)          | 1 033                    | 53,66                    |
| ↳ Voti validi (% su votanti)       | ↳ Voti validi (% su votanti)       | ↳ Voti validi (% su votanti)       | 1 017                    | 98,45                    |
| ↳ Schede non valide (% su votanti) | ↳ Schede non valide (% su votanti) | ↳ Schede non valide (% su votanti) | 16                       | 1,55                     |
| ↳ Astenuti (% su iscritti)         | ↳ Astenuti (% su iscritti)         | ↳ Astenuti (% su iscritti)         | 892                      | 46,34                    |

### XV legislatura
Le votazioni si svolsero in 135 collegi plurinominali a doppio turno. Come previsto dalla legge elettorale politica del 24 settembre 1882, erano eletti al primo turno i candidati che «hanno ottenuto il maggior numero di voti, purché questo numero oltrepassi l'ottavo del numero degli elettori iscritti» (art. 74) secondo il numero di deputati previsto per il collegio; se il numero di eletti era inferiore al numero di deputati, il ballottaggio era tra i non eletti (in numero doppio rispetto ai deputati ancora da eleggere) che avevano il maggior numero di voti (art. 75) ed era eletto chi otteneva il maggior numero di voti nella seconda votazione (art. 77) oppure, in caso di ugual numero di voti, il maggiore d'età (art. 78).
| Partito                    | Partito                    | Candidato                          | Risultati 29 ottobre 1882 | Risultati 29 ottobre 1882 |
| Partito                    | Partito                    | Candidato                          | Voti                      | %                         |
| -------------------------- | -------------------------- | ---------------------------------- | ------------------------- | ------------------------- |
|                            | —                          | Antonino di San Giuliano           | 4 601                     | 60,00                     |
|                            | —                          | Giuseppe Bonajuto Paternò Castello | 3 668                     | 47,84                     |
|                            | —                          | Giuseppe Carnazza Amari            | 3 442                     | 44,89                     |
|                            | —                          | Domenico Bonaccorsi di Casalotto   | 3 354                     | 43,74                     |
|                            | —                          | Benedetto Guzzardi Moncada         | 2 765                     | 36,06                     |
|                            | —                          | Antonio Bellia Strano              | 1 227                     | 16,00                     |
|                            |                            |                                    |                           |                           |
| Iscritti                   | Iscritti                   | Iscritti                           | 14 471                    | 100,00                    |
| ↳ Votanti (% su iscritti)  | ↳ Votanti (% su iscritti)  | ↳ Votanti (% su iscritti)          | 7 668                     | 52,99                     |
| ↳ Astenuti (% su iscritti) | ↳ Astenuti (% su iscritti) | ↳ Astenuti (% su iscritti)         | 6 803                     | 47,01                     |

Il 5 dicembre 1882 fu annullata l'elezione del deputato Di San Giuliano non avendo compiuto l'età dei 30 anni prescritta dallo Statuto.
| Partito                            | Partito                            | Candidato                          | Risultati 24 dicembre 1882 | Risultati 24 dicembre 1882 |
| Partito                            | Partito                            | Candidato                          | Voti                       | %                          |
| ---------------------------------- | ---------------------------------- | ---------------------------------- | -------------------------- | -------------------------- |
|                                    | —                                  | Antonino di San Giuliano           | 4 889                      | 99,03                      |
|                                    | —                                  | Felice Cavallotti                  | 48                         | 0,97                       |
|                                    |                                    |                                    |                            |                            |
| Iscritti                           | Iscritti                           | Iscritti                           | 14 694                     | 100,00                     |
| ↳ Votanti (% su iscritti)          | ↳ Votanti (% su iscritti)          | ↳ Votanti (% su iscritti)          | 5 032                      | 34,25                      |
| ↳ Voti validi (% su votanti)       | ↳ Voti validi (% su votanti)       | ↳ Voti validi (% su votanti)       | 4 937                      | 98,11                      |
| ↳ Schede non valide (% su votanti) | ↳ Schede non valide (% su votanti) | ↳ Schede non valide (% su votanti) | 95                         | 1,89                       |
| ↳ Astenuti (% su iscritti)         | ↳ Astenuti (% su iscritti)         | ↳ Astenuti (% su iscritti)         | 9 662                      | 65,75                      |

Il 20 giugno 1863 fu sorteggiato il deputato Carnazza Amari per eccedenza del numero dei deputati professori.
| Partito                            | Partito                            | Candidato                          | Risultati 15 luglio 1883 | Risultati 15 luglio 1883 |
| Partito                            | Partito                            | Candidato                          | Voti                     | %                        |
| ---------------------------------- | ---------------------------------- | ---------------------------------- | ------------------------ | ------------------------ |
|                                    | —                                  | Orazio Mangano                     | 3 745                    | 61,35                    |
|                                    | —                                  | Benedetto Guzzardi Moncada         | 2 359                    | 38,65                    |
|                                    |                                    |                                    |                          |                          |
| Iscritti                           | Iscritti                           | Iscritti                           | 14 862                   | 100,00                   |
| ↳ Votanti (% su iscritti)          | ↳ Votanti (% su iscritti)          | ↳ Votanti (% su iscritti)          | 6 187                    | 41,63                    |
| ↳ Voti validi (% su votanti)       | ↳ Voti validi (% su votanti)       | ↳ Voti validi (% su votanti)       | 6 104                    | 98,66                    |
| ↳ Schede non valide (% su votanti) | ↳ Schede non valide (% su votanti) | ↳ Schede non valide (% su votanti) | 83                       | 1,34                     |
| ↳ Astenuti (% su iscritti)         | ↳ Astenuti (% su iscritti)         | ↳ Astenuti (% su iscritti)         | 8 675                    | 58,37                    |

Il 4 maggio 1885 si dimette il deputato Mangano.
| Partito                            | Partito                            | Candidato                          | Risultati 24 maggio 1885 | Risultati 24 maggio 1885 |
| Partito                            | Partito                            | Candidato                          | Voti                     | %                        |
| ---------------------------------- | ---------------------------------- | ---------------------------------- | ------------------------ | ------------------------ |
|                                    | —                                  | Giuseppe Carnazza Amari            | 3 864                    | 52,22                    |
|                                    | —                                  | Martino Speciale                   | 3 254                    | 43,98                    |
|                                    | —                                  | Pietro Garofalo                    | 281                      | 3,80                     |
|                                    |                                    |                                    |                          |                          |
| Iscritti                           | Iscritti                           | Iscritti                           | 15 653                   | 100,00                   |
| ↳ Votanti (% su iscritti)          | ↳ Votanti (% su iscritti)          | ↳ Votanti (% su iscritti)          | 7 485                    | 47,82                    |
| ↳ Voti validi (% su votanti)       | ↳ Voti validi (% su votanti)       | ↳ Voti validi (% su votanti)       | 7 399                    | 98,85                    |
| ↳ Schede non valide (% su votanti) | ↳ Schede non valide (% su votanti) | ↳ Schede non valide (% su votanti) | 86                       | 1,15                     |
| ↳ Astenuti (% su iscritti)         | ↳ Astenuti (% su iscritti)         | ↳ Astenuti (% su iscritti)         | 8 168                    | 52,18                    |

### XVI legislatura
Le votazioni si svolsero in 135 collegi plurinominali a doppio turno con la normativa del 1882 (al primo turno un numero di voti maggiore di un ottavo degli iscritti al voto).
| Partito                    | Partito                    | Candidato                          | Risultati 23 maggio 1886 | Risultati 23 maggio 1886 |
| Partito                    | Partito                    | Candidato                          | Voti                     | %                        |
| -------------------------- | -------------------------- | ---------------------------------- | ------------------------ | ------------------------ |
|                            | —                          | Giuseppe Bonajuto Paternò Castello | 5 040                    | 73,53                    |
|                            | —                          | Antonino di San Giuliano           | 4 590                    | 66,97                    |
|                            | —                          | Giuseppe Carnazza Amari            | 4 036                    | 58,89                    |
|                            | —                          | Natale Condorelli                  | 3 133                    | 45,71                    |
|                            | —                          | Giovanni Battista Morana           | 150                      | 2,19                     |
|                            |                            |                                    |                          |                          |
| Iscritti                   | Iscritti                   | Iscritti                           | 15 798                   | 100,00                   |
| ↳ Votanti (% su iscritti)  | ↳ Votanti (% su iscritti)  | ↳ Votanti (% su iscritti)          | 6 854                    | 43,39                    |
| ↳ Astenuti (% su iscritti) | ↳ Astenuti (% su iscritti) | ↳ Astenuti (% su iscritti)         | 8 944                    | 56,61                    |

### XVII legislatura
Le votazioni si svolsero in 135 collegi plurinominali a doppio turno con la normativa del 1882 (al primo turno un numero di voti maggiore di un ottavo degli iscritti al voto).
| Partito                    | Partito                    | Candidato                          | Risultati 23 novembre 1890 | Risultati 23 novembre 1890 |
| Partito                    | Partito                    | Candidato                          | Voti                       | %                          |
| -------------------------- | -------------------------- | ---------------------------------- | -------------------------- | -------------------------- |
|                            | —                          | Antonino di San Giuliano           | 4 340                      | 59,75                      |
|                            | —                          | Giuseppe Bonajuto Paternò Castello | 4 191                      | 57,70                      |
|                            | —                          | Giuseppe Carnazza Amari            | 4 105                      | 56,52                      |
|                            | —                          | Giuseppe de Felice Giuffrida       | 3 433                      | 47,27                      |
|                            | —                          | Napoleone Colajanni                | 2 404                      | 33,10                      |
|                            | —                          | Giuseppe Miraglia                  | 2 152                      | 29,63                      |
|                            |                            |                                    |                            |                            |
| Iscritti                   | Iscritti                   | Iscritti                           | 12 307                     | 100,00                     |
| ↳ Votanti (% su iscritti)  | ↳ Votanti (% su iscritti)  | ↳ Votanti (% su iscritti)          | 7 263                      | 59,02                      |
| ↳ Astenuti (% su iscritti) | ↳ Astenuti (% su iscritti) | ↳ Astenuti (% su iscritti)         | 5 044                      | 40,98                      |

### XVIII legislatura
Le votazioni si svolsero in 508 collegi uninominali a doppio turno. Come previsto dalla legge elettorale politica del 28 giugno 1892, era eletto al primo turno il candidato che «ha ottenuto un numero di voti maggiore del sesto del numero totale degli elettori iscritti nella lista del collegio e più della metà dei suffragi dati dai votanti» escludendo le schede nulle (art. 74). Se nessun candidato era eletto, al ballottaggio tra i due candidati con più voti (art. 75) era eletto chi otteneva il maggior numero di voti oppure, in caso di ugual numero di voti, il maggiore d'età (art. 77).
| Partito                            | Partito                            | Candidato                          | Risultati 6 novembre 1892 | Risultati 6 novembre 1892 |
| Partito                            | Partito                            | Candidato                          | Voti                      | %                         |
| ---------------------------------- | ---------------------------------- | ---------------------------------- | ------------------------- | ------------------------- |
|                                    | —                                  | Antonino di San Giuliano           | 1 202                     | 60,46                     |
|                                    | —                                  | Giuseppe Bonajuto Paternò Castello | 786                       | 39,54                     |
|                                    |                                    |                                    |                           |                           |
| Iscritti                           | Iscritti                           | Iscritti                           | 3 502                     | 100,00                    |
| ↳ Votanti (% su iscritti)          | ↳ Votanti (% su iscritti)          | ↳ Votanti (% su iscritti)          | 2 009                     | 57,37                     |
| ↳ Voti validi (% su votanti)       | ↳ Voti validi (% su votanti)       | ↳ Voti validi (% su votanti)       | 1 988                     | 98,95                     |
| ↳ Schede non valide (% su votanti) | ↳ Schede non valide (% su votanti) | ↳ Schede non valide (% su votanti) | 21                        | 1,05                      |
| ↳ Astenuti (% su iscritti)         | ↳ Astenuti (% su iscritti)         | ↳ Astenuti (% su iscritti)         | 1 493                     | 42,63                     |

### XIX legislatura
Le votazioni si svolsero in 508 collegi uninominali a doppio turno con la normativa del 1892 (al primo turno un numero di voti maggiore di un sesto degli iscritti al voto).
| Partito                            | Partito                            | Candidato                          | Risultati 26 maggio 1895 | Risultati 26 maggio 1895 |
| Partito                            | Partito                            | Candidato                          | Voti                     | %                        |
| ---------------------------------- | ---------------------------------- | ---------------------------------- | ------------------------ | ------------------------ |
|                                    | —                                  | Antonino di San Giuliano           | 969                      | 61,76                    |
|                                    | —                                  | Giovanni Auteri Berretta           | 600                      | 38,24                    |
|                                    |                                    |                                    |                          |                          |
| Iscritti                           | Iscritti                           | Iscritti                           | 2 140                    | 100,00                   |
| ↳ Votanti (% su iscritti)          | ↳ Votanti (% su iscritti)          | ↳ Votanti (% su iscritti)          | 1 589                    | 74,25                    |
| ↳ Voti validi (% su votanti)       | ↳ Voti validi (% su votanti)       | ↳ Voti validi (% su votanti)       | 1 569                    | 98,74                    |
| ↳ Schede non valide (% su votanti) | ↳ Schede non valide (% su votanti) | ↳ Schede non valide (% su votanti) | 20                       | 1,26                     |
| ↳ Astenuti (% su iscritti)         | ↳ Astenuti (% su iscritti)         | ↳ Astenuti (% su iscritti)         | 551                      | 25,75                    |

### XX legislatura
Le votazioni si svolsero in 508 collegi uninominali a doppio turno con la normativa del 1892 (al primo turno un numero di voti maggiore di un sesto degli iscritti al voto).
| Partito                            | Partito                            | Candidato                          | Risultati 21 marzo 1897 | Risultati 21 marzo 1897 |
| Partito                            | Partito                            | Candidato                          | Voti                    | %                       |
| ---------------------------------- | ---------------------------------- | ---------------------------------- | ----------------------- | ----------------------- |
|                                    | —                                  | Antonino di San Giuliano           | 1 187                   | 95,04                   |
|                                    | —                                  | Francesco Crispi                   | 62                      | 4,96                    |
|                                    |                                    |                                    |                         |                         |
| Iscritti                           | Iscritti                           | Iscritti                           | 2 250                   | 100,00                  |
| ↳ Votanti (% su iscritti)          | ↳ Votanti (% su iscritti)          | ↳ Votanti (% su iscritti)          | 1 288                   | 57,24                   |
| ↳ Voti validi (% su votanti)       | ↳ Voti validi (% su votanti)       | ↳ Voti validi (% su votanti)       | 1 249                   | 96,97                   |
| ↳ Schede non valide (% su votanti) | ↳ Schede non valide (% su votanti) | ↳ Schede non valide (% su votanti) | 39                      | 3,03                    |
| ↳ Astenuti (% su iscritti)         | ↳ Astenuti (% su iscritti)         | ↳ Astenuti (% su iscritti)         | 962                     | 42,76                   |

### XXI legislatura
Le votazioni si svolsero in 508 collegi uninominali a doppio turno con la normativa del 1892 (al primo turno un numero di voti maggiore di un sesto degli iscritti al voto).
| Partito                            | Partito                            | Candidato                          | Risultati 3 giugno 1900 | Risultati 3 giugno 1900 |
| Partito                            | Partito                            | Candidato                          | Voti                    | %                       |
| ---------------------------------- | ---------------------------------- | ---------------------------------- | ----------------------- | ----------------------- |
|                                    | —                                  | Antonino di San Giuliano           | 1 813                   | 100,00                  |
|                                    |                                    |                                    |                         |                         |
| Iscritti                           | Iscritti                           | Iscritti                           | 2 420                   | 100,00                  |
| ↳ Votanti (% su iscritti)          | ↳ Votanti (% su iscritti)          | ↳ Votanti (% su iscritti)          | 1 830                   | 75,62                   |
| ↳ Voti validi (% su votanti)       | ↳ Voti validi (% su votanti)       | ↳ Voti validi (% su votanti)       | 1 813                   | 99,07                   |
| ↳ Schede non valide (% su votanti) | ↳ Schede non valide (% su votanti) | ↳ Schede non valide (% su votanti) | 17                      | 0,93                    |
| ↳ Astenuti (% su iscritti)         | ↳ Astenuti (% su iscritti)         | ↳ Astenuti (% su iscritti)         | 590                     | 24,38                   |

### XXII legislatura
Le votazioni si svolsero in 508 collegi uninominali a doppio turno con la normativa del 1892 (al primo turno un numero di voti maggiore di un sesto degli iscritti al voto).
| Partito                            | Partito                            | Candidato                          | Risultati 6 novembre 1904 | Risultati 6 novembre 1904 |
| Partito                            | Partito                            | Candidato                          | Voti                      | %                         |
| ---------------------------------- | ---------------------------------- | ---------------------------------- | ------------------------- | ------------------------- |
|                                    | —                                  | Giovanni Auteri Berretta           | 867                       | 81,87                     |
|                                    | —                                  | Antonino di San Giuliano           | 192                       | 18,13                     |
|                                    |                                    |                                    |                           |                           |
| Iscritti                           | Iscritti                           | Iscritti                           | 2 908                     | 100,00                    |
| ↳ Votanti (% su iscritti)          | ↳ Votanti (% su iscritti)          | ↳ Votanti (% su iscritti)          | 1 063                     | 36,55                     |
| ↳ Voti validi (% su votanti)       | ↳ Voti validi (% su votanti)       | ↳ Voti validi (% su votanti)       | 1 059                     | 99,62                     |
| ↳ Schede non valide (% su votanti) | ↳ Schede non valide (% su votanti) | ↳ Schede non valide (% su votanti) | 4                         | 0,38                      |
| ↳ Astenuti (% su iscritti)         | ↳ Astenuti (% su iscritti)         | ↳ Astenuti (% su iscritti)         | 1 845                     | 63,45                     |

L'elezione fu annullata il 27 maggio 1905 per ineleggibilità dell'eletto.
| Partito                            | Partito                            | Candidato                          | Risultati 25 giugno 1905 | Risultati 25 giugno 1905 |
| Partito                            | Partito                            | Candidato                          | Voti                     | %                        |
| ---------------------------------- | ---------------------------------- | ---------------------------------- | ------------------------ | ------------------------ |
|                                    | —                                  | Giovanni Auteri Berretta           | 1 701                    | 71,20                    |
|                                    | —                                  | Gabriello Carnazza                 | 688                      | 28,80                    |
|                                    |                                    |                                    |                          |                          |
| Iscritti                           | Iscritti                           | Iscritti                           | 3 549                    | 100,00                   |
| ↳ Votanti (% su iscritti)          | ↳ Votanti (% su iscritti)          | ↳ Votanti (% su iscritti)          | 2 452                    | 69,09                    |
| ↳ Voti validi (% su votanti)       | ↳ Voti validi (% su votanti)       | ↳ Voti validi (% su votanti)       | 2 389                    | 97,43                    |
| ↳ Schede non valide (% su votanti) | ↳ Schede non valide (% su votanti) | ↳ Schede non valide (% su votanti) | 63                       | 2,57                     |
| ↳ Astenuti (% su iscritti)         | ↳ Astenuti (% su iscritti)         | ↳ Astenuti (% su iscritti)         | 1 097                    | 30,91                    |

L'elezione fu annullata il 19 giugno 1906.
| Partito                            | Partito                            | Candidato                          | Risultati 15 luglio 1906 | Risultati 15 luglio 1906 |
| Partito                            | Partito                            | Candidato                          | Voti                     | %                        |
| ---------------------------------- | ---------------------------------- | ---------------------------------- | ------------------------ | ------------------------ |
|                                    | —                                  | Gabriello Carnazza                 | 1 752                    | 54,33                    |
|                                    | —                                  | Giovanni Auteri Berretta           | 1 473                    | 45,67                    |
|                                    |                                    |                                    |                          |                          |
| Iscritti                           | Iscritti                           | Iscritti                           | 4 328                    | 100,00                   |
| ↳ Votanti (% su iscritti)          | ↳ Votanti (% su iscritti)          | ↳ Votanti (% su iscritti)          | 3 259                    | 75,30                    |
| ↳ Voti validi (% su votanti)       | ↳ Voti validi (% su votanti)       | ↳ Voti validi (% su votanti)       | 3 225                    | 98,96                    |
| ↳ Schede non valide (% su votanti) | ↳ Schede non valide (% su votanti) | ↳ Schede non valide (% su votanti) | 34                       | 1,04                     |
| ↳ Astenuti (% su iscritti)         | ↳ Astenuti (% su iscritti)         | ↳ Astenuti (% su iscritti)         | 1 069                    | 24,70                    |

### XXIII legislatura
Le votazioni si svolsero in 508 collegi uninominali a doppio turno con la normativa del 1892 (al primo turno un numero di voti maggiore di un sesto degli iscritti al voto).
| Partito                            | Partito                            | Candidato                          | Risultati 7 marzo 1909 | Risultati 7 marzo 1909 |
| Partito                            | Partito                            | Candidato                          | Voti                   | %                      |
| ---------------------------------- | ---------------------------------- | ---------------------------------- | ---------------------- | ---------------------- |
|                                    | PRI                                | Giovanni Auteri Berretta           | 2 270                  | 90,62                  |
|                                    | Ministeriale                       | Gabriello Carnazza                 | 235                    | 9,38                   |
|                                    |                                    |                                    |                        |                        |
| Iscritti                           | Iscritti                           | Iscritti                           | 5 192                  | 100,00                 |
| ↳ Votanti (% su iscritti)          | ↳ Votanti (% su iscritti)          | ↳ Votanti (% su iscritti)          | 2 516                  | 48,46                  |
| ↳ Voti validi (% su votanti)       | ↳ Voti validi (% su votanti)       | ↳ Voti validi (% su votanti)       | 2 505                  | 99,56                  |
| ↳ Schede non valide (% su votanti) | ↳ Schede non valide (% su votanti) | ↳ Schede non valide (% su votanti) | 11                     | 0,44                   |
| ↳ Astenuti (% su iscritti)         | ↳ Astenuti (% su iscritti)         | ↳ Astenuti (% su iscritti)         | 2 676                  | 51,54                  |

### XXIV legislatura
Le votazioni si svolsero negli stessi 508 collegi uninominali già esistenti ma, come previsto dal regio decreto del 26 giugno 1913, era eletto al primo turno il candidato che «ha ottenuto un numero di voti maggiore del decimo del numero totale degli elettori del collegio e più della metà dei suffragi dati dai votanti» escludendo le schede nulle (art. 91). Se nessun candidato era eletto, al ballottaggio tra i due candidati con più voti (art. 92) era eletto chi otteneva il maggior numero di voti oppure, in caso di ugual numero di voti, il maggiore d'età (art. 93).
| Partito                            | Partito                            | Candidato                          | Risultati 26 ottobre 1913 | Risultati 26 ottobre 1913 |
| Partito                            | Partito                            | Candidato                          | Voti                      | %                         |
| ---------------------------------- | ---------------------------------- | ---------------------------------- | ------------------------- | ------------------------- |
|                                    | Repubblicano dissidente            | Giovanni Auteri Berretta           | 4 075                     | 80,30                     |
|                                    | Partito Socialista Italiano        | Giuseppe Sapienza                  | 993                       | 19,57                     |
|                                    | —                                  | Voti dispersi                      | 7                         | 0,14                      |
|                                    |                                    |                                    |                           |                           |
| Iscritti                           | Iscritti                           | Iscritti                           | 29 545                    | 100,00                    |
| ↳ Votanti (% su iscritti)          | ↳ Votanti (% su iscritti)          | ↳ Votanti (% su iscritti)          | 5 125                     | 17,35                     |
| ↳ Voti validi (% su votanti)       | ↳ Voti validi (% su votanti)       | ↳ Voti validi (% su votanti)       | 5 075                     | 99,02                     |
| ↳ Schede non valide (% su votanti) | ↳ Schede non valide (% su votanti) | ↳ Schede non valide (% su votanti) | 50                        | 0,98                      |
| ↳ Astenuti (% su iscritti)         | ↳ Astenuti (% su iscritti)         | ↳ Astenuti (% su iscritti)         | 24 420                    | 82,65                     |

### XXV legislatura
Le votazioni si svolsero in 54 collegi di lista. Come previsto dal regio decreto del 2 settembre 1919, il numero di eletti per ogni lista era calcolato sulla base dei voti di lista e sul numero di voti dei candidati al di fuori della propria lista; la graduatoria tra i candidati era calcolata sommando i voti di lista e i propri voti di preferenza sia nella lista sia fuori dalla lista (art. 84).
| Partito                            | Partito                            | Risultati 16 novembre 1919 | Risultati 16 novembre 1919 | Risultati 16 novembre 1919 | Seggi | Seggi |
| Partito                            | Partito                            | Voti                       | %                          | ±                          | Num   | ±     |
| ---------------------------------- | ---------------------------------- | -------------------------- | -------------------------- | -------------------------- | ----- | ----- |
|                                    | Unione Democratico-Sociale         | 44 485                     | 50,23                      | n.d.                       | 6     | n.d.  |
|                                    | Partito Agrario                    | 15 571                     | 17,58                      | n.d.                       | 2     | n.d.  |
|                                    | Combattenti                        | 14 236                     | 16,08                      | n.d.                       | 1     | n.d.  |
|                                    | Partito Popolare Italiano          | 9 812                      | 11,08                      | n.d.                       | 1     | n.d.  |
|                                    | Partito Socialista Ufficiale       | 4 450                      | 5,03                       | n.d.                       | —     | n.d.  |
|                                    |                                    |                            |                            |                            |       |       |
| Iscritti                           | Iscritti                           | 245 414                    | 100,00                     |                            |       |       |
| ↳ Votanti (% su iscritti)          | ↳ Votanti (% su iscritti)          | 90 087                     | 36,71                      | n.d.                       |       |       |
| ↳ Voti validi (% su votanti)       | ↳ Voti validi (% su votanti)       | 88 554                     | 98,30                      |                            |       |       |
| ↳ Schede non valide (% su votanti) | ↳ Schede non valide (% su votanti) | 1 533                      | 1,70                       |                            |       |       |
| ↳ Astenuti (% su iscritti)         | ↳ Astenuti (% su iscritti)         | 155 327                    | 63,29                      |                            |       |       |

| Eletti | Eletti                       |
| ------ | ---------------------------- |
|        | Edoardo Pantano              |
|        | Vincenzo Giuffrida           |
|        | Santi Rindone                |
|        | Gesualdo Costa               |
|        | Giuseppe De Felice Giuffrida |
|        | Gabriello Carnazza           |
|        | Giuseppe Pennisi             |
|        | Francesco Saverio D'Ayala    |
|        | Gioacchino Russo             |
|        | Ippolito De Cristofaro       |

### XXVI legislatura
Le votazioni si svolsero in 40 collegi (39 di lista e uno uninominale) con la normativa del 1919 che per i collegi di lista stabiliva il numero di eletti per ogni lista sulla base dei voti di lista e sul numero di voti dei candidati al di fuori della propria lista.
| Partito                            | Partito                            | Risultati 15 maggio 1921 | Risultati 15 maggio 1921 | Risultati 15 maggio 1921 | Seggi | Seggi |
| Partito                            | Partito                            | Voti                     | %                        | ±                        | Num   | ±     |
| ---------------------------------- | ---------------------------------- | ------------------------ | ------------------------ | ------------------------ | ----- | ----- |
|                                    | Democratico sociale                | 112 710                  | 42,79                    | n.d.                     | 11    | n.d.  |
|                                    | Unione nazionale                   | 50 658                   | 19,23                    | n.d.                     | 5     | n.d.  |
|                                    | Popolare italiano                  | 24 909                   | 9,46                     | n.d.                     | 2     | n.d.  |
|                                    | Democratico                        | 19 372                   | 7,35                     | n.d.                     | 2     | n.d.  |
|                                    | Riformista di Messina              | 13 906                   | 5,28                     | n.d.                     | 1     | n.d.  |
|                                    | Socialista riformista              | 13 513                   | 5,13                     | n.d.                     | 1     | n.d.  |
|                                    | Democratico indipendente           | 13 247                   | 5,03                     | n.d.                     | 1     | n.d.  |
|                                    | Socialista ufficiale               | 13 157                   | 4,99                     | n.d.                     | 1     | n.d.  |
|                                    | Comunista                          | 1 944                    | 0,74                     | n.d.                     | 0     | n.d.  |
|                                    |                                    |                          |                          |                          |       |       |
| Iscritti                           | Iscritti                           | 596 164                  | 100,00                   |                          |       |       |
| ↳ Votanti (% su iscritti)          | ↳ Votanti (% su iscritti)          | 265 821                  | 44,59                    | n.d.                     |       |       |
| ↳ Voti validi (% su votanti)       | ↳ Voti validi (% su votanti)       | 263 416                  | 99,10                    |                          |       |       |
| ↳ Schede non valide (% su votanti) | ↳ Schede non valide (% su votanti) | 2 405                    | 0,90                     |                          |       |       |
| ↳ Astenuti (% su iscritti)         | ↳ Astenuti (% su iscritti)         | 330 343                  | 55,41                    |                          |       |       |

| Eletti | Eletti                      |  | Eletti                       | Eletti |
| ------ | --------------------------- |  | ---------------------------- | ------ |
|        | Gabriello Carnazza          |  | Michele Crisafulli           |        |
|        | Vincenzo Giuffrida          |  | Giuseppe Faranda             |        |
|        | Luigi Macchi                |  | Francesco Saverio D'Ayala    |        |
|        | Antonino Galfo              |  | Girolamo Stancanelli         |        |
|        | Carlo Carnazza              |  | Ippolito Luigi De Cristofaro |        |
|        | Filippo Pennavaria          |  | Luigi La Rosa                |        |
|        | Emanuele Finocchiaro Aprile |  | Ettore Lombardo              |        |
|        | Giuseppe Paratore           |  | Silvestro Graziano           |        |
|        | Vincenzo Saitta             |  | Giuseppe Toscano             |        |
|        | Edoardo Di Giovanni         |  | Lorenzo Cocuzza              |        |
|        | Luigi Fulci                 |  | Rosario Cutrufelli           |        |
|        | Giovanni Colonna            |  | Vincenzo Vacirca             |        |